# لورا بوراس
لورا بوراس (من مواليد 5 أكتوبر 1970) هي عالمة لغوية كتالوني، وأكاديمية وسياسية من إسبانيا والرئيس الحالي لبرلمان كاتالونيا.
ولدت بوراس عام 1970 في برشلونة، ودرست فقه اللغة الكاتالونية في جامعة برشلونة قبل أن تصبح أكاديمية. درست في جامعة برشلونة والجامعة المفتوحة في كاتالونيا. بين عامي 2013 و 2018 كانت مديرة مؤسسة الأدب الكتالوني.
كانت بوراس عضوًا في برلمان كاتالونيا من يناير 2018 إلى مايو 2019 عن التحالف الانتخابي المؤيد للاستقلال معًا من أجل كاتالونيا. بين يونيو 2018 ومارس 2019 كانت وزيرة الثقافة في كاتالونيا. كانت عضوا في مجلس النواب بين مايو 2019 ومارس 2021.

## مزاعم الفساد
بوراس رئيسة البرلمان الكتالوني متهمة باختيار مزوّد لخدمات تبلغ قيمتها 260 ألف يورو عن طريق الاحتيال، فضلاً عن المراوغة والاحتيال الإداري واختلاس الأموال العامة وتزوير المستندات.
تعود التهم التي نفتها بوراس بشدة إلى الفترة ما بين 2013 و2018 عندما كانت رئيسة معهد الآداب الكاتالونية، وهي هيئة عامة مسؤولة عن الترويج للأدب الكتالوني. وفقًا للمحققين هناك دلائل على أن بوراس كان من الممكن أن تكون قد قامت عن طريق الاحتيال بتخصيص عقود عامة لصديق وتجنب مناقصة عامة بتقسيم الخدمة إلى خدمات مختلفة لا تتجاوز الحد الأدنى الذي تكون فيه العطاءات إلزامية.